# هليلج أخضر
هليلج أخضر (الاسم العلمي:Terminalia virens) هو نوع نباتي يتبع جنس الهليلج من الفصيلة القمبريطية.